# 천수로 (제주시)
천수로(Cheonsu-ro)는 제주특별자치도 제주시 이도이동에서 일도이동까지 이르는 제주시도로, 총 연장은 1.065 km이다. 도로명의 유래는 예전에 존재한 마을인 천수마을에서 유래되었다.

## 노선 정보
- 총 연장 : 1.065 km
- 기점 : 제주특별자치도 제주시 이도이동 360 (가령로와 교차)
- 종점 : 제주특별자치도 제주시 일도이동 420-25 (천수동로와 교차)

## 지리

### 통과하는 지자체
- 제주시
  - 이도이동 - 일도이동

### 접촉하는 도로
- 가령로
- 고마로
- 연수로
- 천수동로

### 주변에 있는 시설
- 학교 : 제주동여자중학교
- 하천 : 산지천
- 아파트 : 동인아파트, 성우아파트, 서해2차아파트, 일도삼주아파트, 일도신천지1차아파트, 동남1차아파트, 일도신천지2차아파트
- 그 외 : 19호어린이공원